# Paguristes lapillatus
Paguristes lapillatus är en kräftdjursart. Paguristes lapillatus ingår i släktet Paguristes och familjen Diogenidae. Inga underarter finns listade i Catalogue of Life.